# Alone I Break
Alone I Break – trzeci singel amerykańskiego zespołu nu-metalowego Korn pochodzący z albumu Untouchables. Piosenka ta ma formę rockowej ballady z czystym wokalem, dziwnie brzmiącymi gitarami oraz z syntetycznym brzmieniem perkusji. W studiu Brian ‘Head’ Welch i James ‘Munky’ Shaffer używali specjalnych 14-strunowych gitar, by stworzyć głębokie brzmienie refrenu.

## Teledysk
Teledysk wyreżyserował Sean Dack, który okazał się zwycięzcą konkursu zorganizowanego przez MTV. Klip ma formę reality show. Na początku zespół gra w dużym pokoju. Podczas drugiej zwrotki Jonathanowi wydaje się, że Munky popełnił błąd w grze i rzuca w niego mikrofonem. Muzycy Korna kończą grę i rozchodzą się po domu. Potem Jonathan zaczyna mordować członków zespołu: Jamesowi wrzuca lampę do wanny, Heada wypycha z balkonu, Davida dusi poduszką a Fieldy’emu zatruwa jedzenie. Potem Jonathan wychodzi z domu i zabija również kamerzystę. Muzycy Korna przyznali, że reżyserowanie teledysku przez fana sprawiło im dużą przyjemność.